# Río Ceno
El Ceno es un río de la Italia septentrional, con una longitud de 63 km. Es un afluente del Taro, a su vez uno de los cuatro principales afluentes del Po por la derecha. Discurre por entero por la provincia de Parma. Se une al Taro por su lado izquierdo en Fornovo.
Como el Taro, el Ceno tiene su naciente en el Monte Penna, en los Apeninos ligures, aunque surge en el lado opuesto de la montaña respecto al Taro. El caudal final medio del Ceno es aproximadamente la mitad del caudal del Taro, pero puede variar sustancialmente dependiendo de la estación; a veces, el caudal puede alcanzar más de los 1000 m³/s.

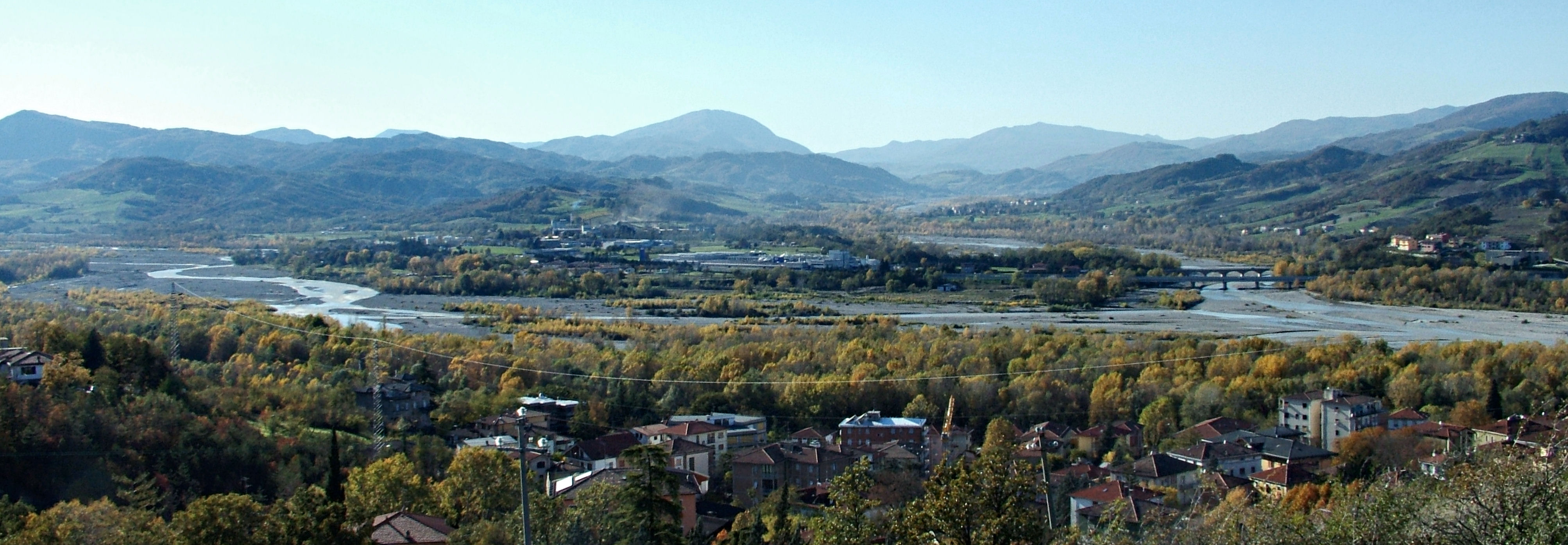
Confluencia del río Ceno (a la derecha) en el río Taro (a la izquierda) a la altura de la localidad de Rubbiano en el municipio de Solignano, en primer plano la localidad de Fornovo di Taro.